# سامنیوم

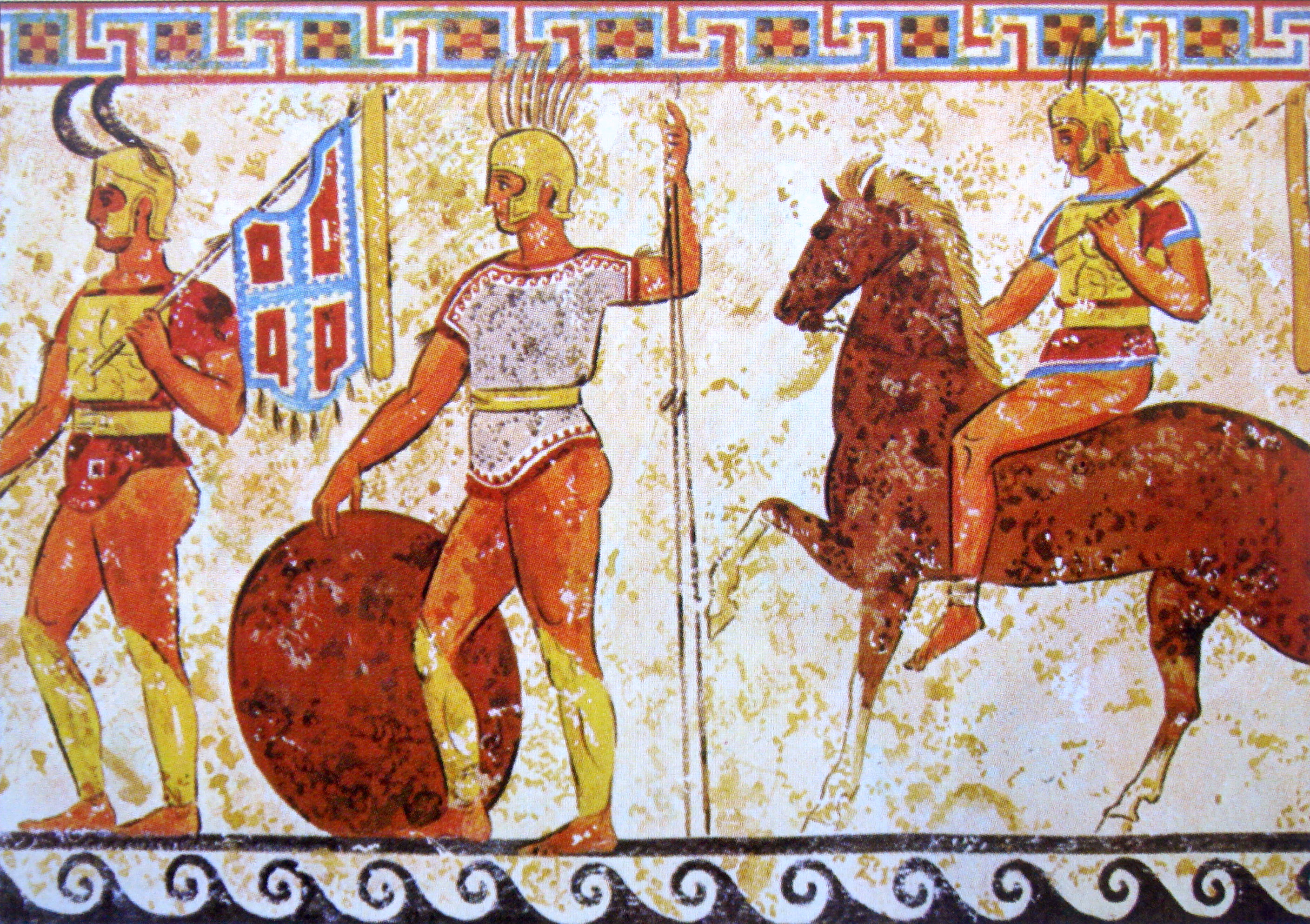
سربازان سامنیت، از حاشیهٔ آرامگاهی در نولا، سدهٔ ۴ پیش از میلاد پائستوم، لوسانیا،

سامنیوم واژه‌ای لاتین برای ناحیهٔ جنوب یا جنوب و مرکز ایتالیا در روزگاران روم است که به وسیلهٔ سامنیت‌ها مسکون بود. این نام در ایتالیایی امروز باقی‌مانده‌است اما سرزمین امروزی تنها دربرگیرندهٔ بخش اندکی از چیزی است که پیش از این بود. مردم سامنیوم توسط رومی‌ها سامنیت نامیده می‌شدند.